# آلبرت، نیو ساوت ولز
آلبرت (به انگلیسی: Albert) یک شهرک در استرالیا است که در نیو ساوت ولز  واقع شده‌است.